# Renault R312
El Renault R312 es un autobús fabricado por Renault Trucks desde 1987 hasta 1996. Un prototipo se completó en 1984. Sucedió al SC 10, que originalmente era un diseño de Saviem de la década de 1960. 
El autobús de 12 m de largo tiene motor trasero, propulsado por un motor turbodiésel Renault de 6 cilindros con una cilindrada de 9,8 litros disponible con 152 kW (207 CV; 204 HP) o 187 kW (254 CV; 251 HP) . Al colocar el motor en la parte trasera, el interior era plano en toda la longitud del vehículo. Se construyó principalmente como un autobús integral, aunque algunos se completaron como chasis rodante .
El autobús fue popular en Francia, con más de 4000 producidos, con RATP operando más de 1500 durante la década de 1990. En Australia, el Renault PR100.3 tiene la misma apariencia visual que el R312. Se realizaron ventas de exportación a Alemania, Italia y Suiza.
En España, la EMT de Valencia fue su mayor comprador, llegando a adquirir 62 unidades. También hubo unidades en León, Pamplona, Tarragona, Vigo y Zaragoza.

## Historia
Tras la primera crisis del petróleo, la Unión de Transporte Público y Ferroviario propuso en 1974 la creación de un comité para estudiar las características de un autobús urbano lo suficientemente atractivo como para limitar el uso del coche privado en la ciudad. Este comité estableció especificaciones que abarcaban comodidad, accesibilidad, facilidad de operación y mantenimiento, y placer de conducción, y encargó el proyecto a Renault en 1979. El fabricante diseñó y probó los conceptos del Renault R 312 con la RATP. El prototipo n.º 5001 se presentó al público en la línea 21 el 21 de octubre de 1985. Estaba destinado a suceder al Renault SC10, fabricado hasta 1989. Fue el primer autobús con un suelo completamente plano a lo largo del vehículo y accesible con un solo escalón.
Para tener en cuenta las opiniones de los pasajeros y realizar diversas pruebas, las redes de Estrasburgo, Lyon, Le Havre, París, Angulema, Toulouse y Marsella recibieron un modelo entre abril y julio de 1985. Estas dos últimas redes no volvieron a encargar ningún modelo, prefiriendo el Heuliez GX 107 (y su variante GX 113, específicamente para Marsella). La primera ciudad en recibir el R 312 de producción en serie fue Caen, el 30 de noviembre de 1987.
Entre 1987 y 1997, el R 312 estuvo equipado con motores que cumplían las normas anticontaminación Euro 0, Euro 1 y Euro 2. Estas versiones se reconocen por sus diferentes carenados.
Tras casi 10 años en el mercado, el Renault Agora le sustituye. Con las nuevas normas de accesibilidad de 2015, las redes se ven obligadas a retirarlos gradualmente del servicio comercial, por lo que son cada vez más escasos. Entre los vehículos retirados, algunos se han revendido y siguen utilizándose en países emergentes, por ejemplo, en Varna (Bulgaria), Cluj (Rumanía) y Abiyán (Costa de Marfil) con SOTRA.
A partir de 1995, RATP y la pequeña red de Istres encargaron los R312 de dos puertas. Esta versión surgió del deseo de combatir el fraude que se había extendido masivamente con la accesibilidad de autoservicio (a través de cualquier puerta) de los R312 de tres puertas. También fue en el taller central de Championnet donde RATP construyó el prototipo "Archibus", así como los primeros autobuses destinados a él. Por lo tanto, RATP operó tres prototipos, seguidos de 939 R312 de tres puertas y 656 R312 de dos puertas.
Las unidades destinadas a Disneyland París tenían la particularidad de estar en la configuración denominada "202" (una puerta delante y una puerta en el voladizo trasero).
En el extranjero, este autobús tuvo cierto éxito en España, con ejemplares de fabricación local (de Beulas, Hispano, etc.) en funcionamiento en Valencia, Zaragoza, Vigo, León y Tarragona, y en Bélgica, con varias filiales de TEC. Transportes Públicos de Ginebra adquirió 34 ejemplares.
A diferencia del PR 100 que lo precedió y del Agora que le siguió, el R 312 nunca se fabricó como autobús articulado.

## Características

### Características generales
- Longitud: 11,9 m
- Ancho: 2,50 m
- Alto: 3,10 m
- Peso en vacío: 11,45 t
- Peso bruto vehicular: 19 t
- Capacidad del depósito de combustible (diésel): 2 x 180 litros
- Capacidad de carga: 90 personas, incluyendo 32 asientos (varía según la distribución interior).
- Disponible en versiones de 2 y 3 puertas.
- Altura libre al suelo (inferior a): 0,3 m
- Voladizo delantero: 2,71 m
- Distancia entre ejes: 6,120 m
- Voladizo trasero: 3,160 m
- Voladizo trasero: 0,6 m
- Radio de giro: 11,45 m
- Frenos de disco en las cuatro ruedas.
- Suspensión neumática Contitech

### Motorizaciones
El motor Renault MIDR 06.20.45, disponible en dos potencias, es vertical, dispuesto transversalmente en el voladizo trasero a la izquierda del vehículo, la caja de cambios, también transversal, está colocada a su derecha con una transmisión angular a su salida.
| Motor           | Renault MIDR 06.20.45 F                     | Renault MIDR 06.20.45                       |
| --------------- | ------------------------------------------- | ------------------------------------------- |
| Combustible     | diesel                                      | diesel                                      |
| Tipo            | Seis cilindros en línea con turbo compresor | Seis cilindros en línea con turbo compresor |
| Cilindrada      | 9 839 cm³                                   | 9 839 cm³                                   |
| Potencia        | 152 kW (206 CV) a 0 rpm                     | 186 kW (253 CV)                             |
| Caja de cambios | Voith D 851.2 y ZF 4 HP 500 automáticos     | Voith D 851.2 y ZF 4 HP 500 automáticos     |

### Almacenamiento

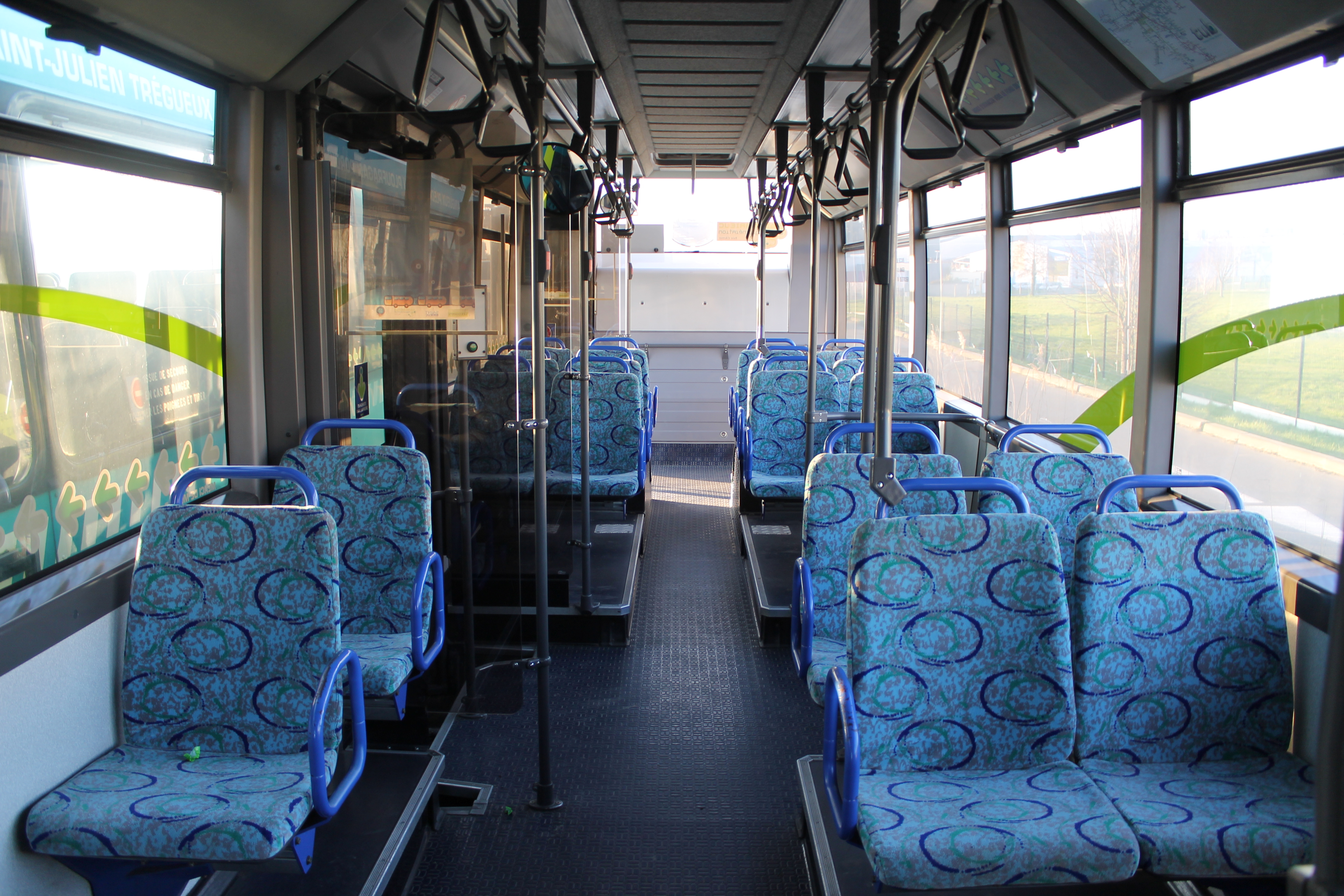
Vista frontal.
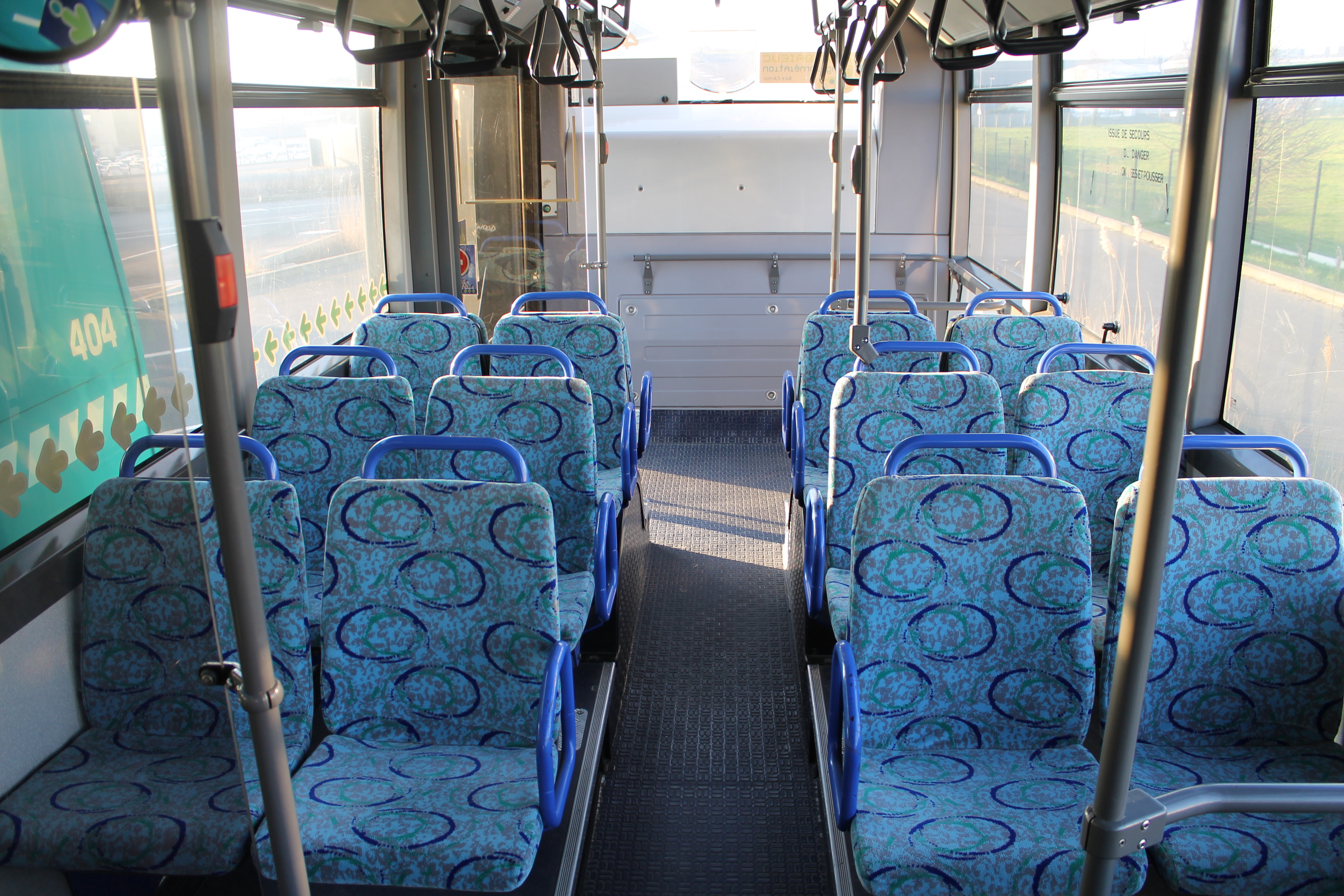
Vista trasera
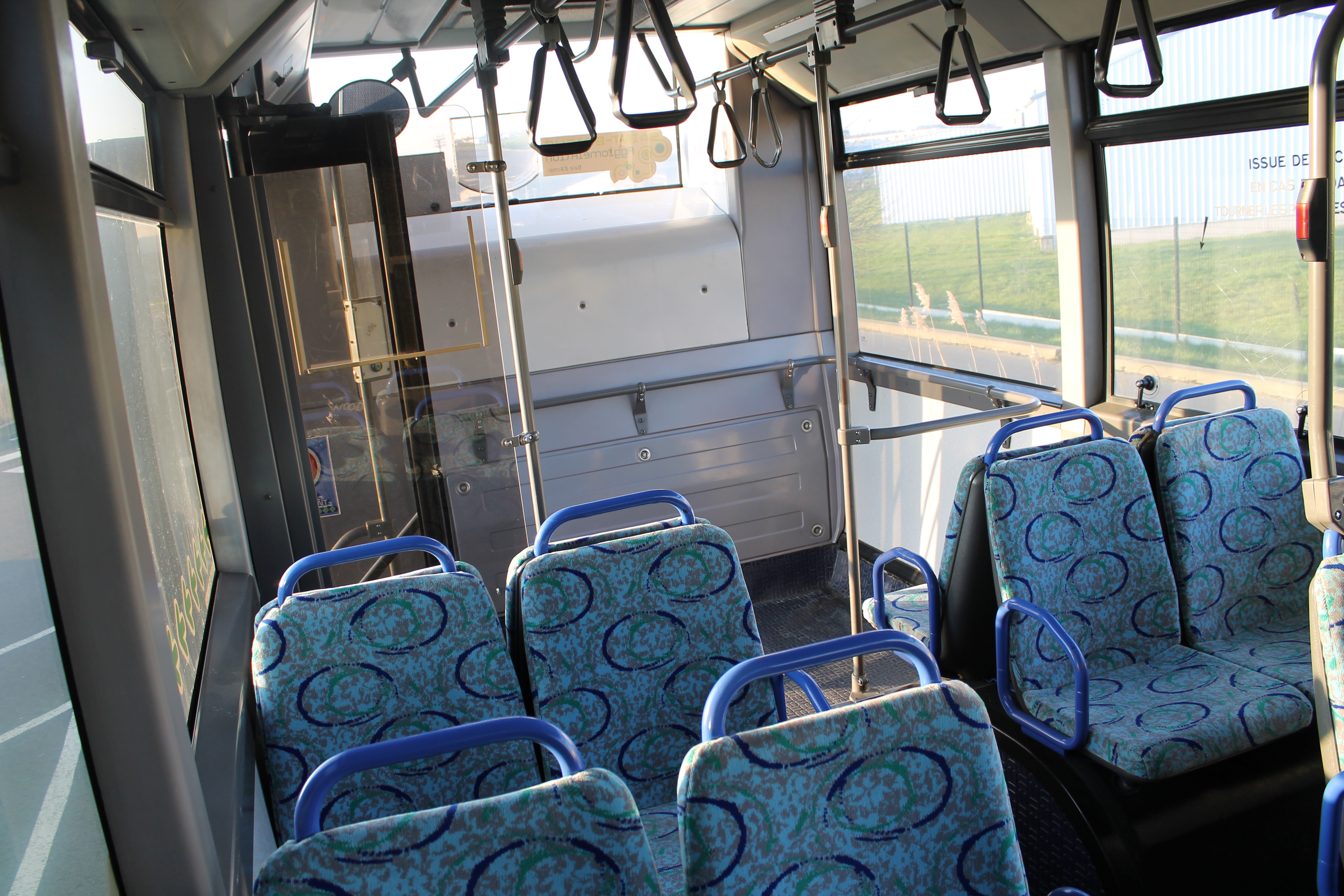
Vista trasera

## Preservación
Se conservan varios ejemplares de este modelo de vehículo, tanto en Francia como en el extranjero. Entre ellos, cabe destacar:
| Propietario                | Puesta en servicio | Origen                         | Nota                      | Imagen     |
| -------------------------- | ------------------ | ------------------------------ | ------------------------- | ---------- |
| Sauvabus                   | 1985               | RATP (París) no 5002           | Prototipo                 | sans cadre |
| Car-Histo-Bus              | diciembre de 1987  | Réseau Twisto (Caen) no 401    | Primera copia de la serie | sans cadre |
| Autocars Anciens de France | julio de 1990      | Réseau CTS (Strasbourg) no 589 |                           | sans cadre |
| Sauvabus                   | septiembre de 1991 | RATP (París) no 5379           |                           | sans cadre |
| Standard 216               | enero de 1992      | Réseau Tag (Grenoble) no 901   |                           | sans cadre |
| Amtuir                     | septiembre de 1992 | Réseau TCAT (Troyes) no 194    |                           | sans cadre |
| Sauvabus                   | diciembre de 1994  | RATP (París) no 6011           |                           | sans cadre |

## Características técnicas
El R312 está equipado con el reconocido motor MIDR 06.20.45 F/L sobrealimentado de 9834 cc, que genera 206 o 253 caballos de potencia. Con el tiempo, este motor se desarrolló en versiones Euro 1 y Euro 2. La transmisión es automática, ya sea una ZF 4HP500 de 4 velocidades o una Voith 851.2 de 3 velocidades.
Como se mencionó, fue uno de los primeros vehículos europeos en incorporar un piso semibajo; se fabricó únicamente en la versión de 12 metros, con dos o tres puertas batientes y correderas.

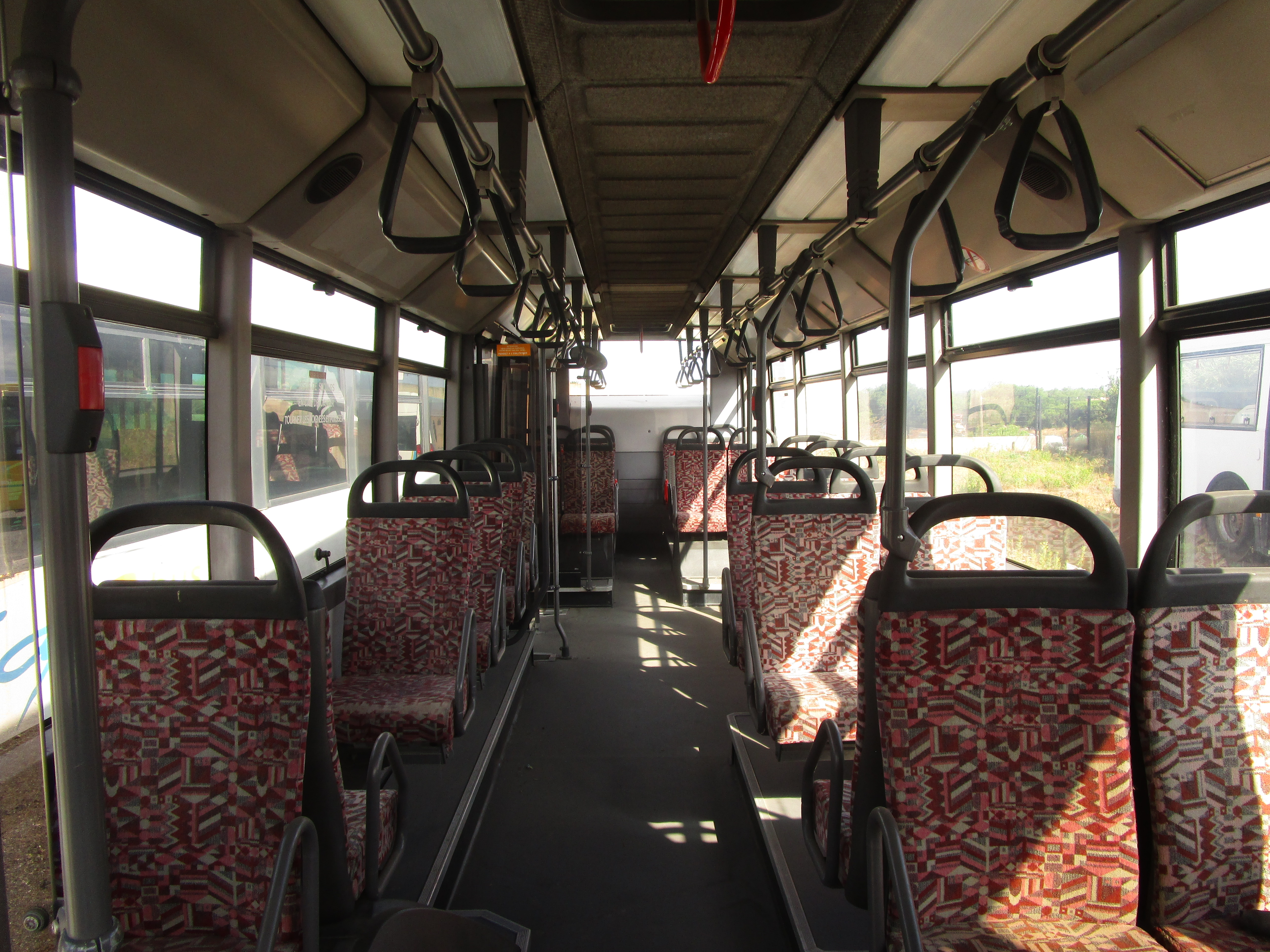
Interior de un R-312 de dos puertas

### Características[13]
- Longitud: 11,9 metros
- Equipamiento: urbano
- Combustible: diésel (Euro 0-1-2)
- Asientos: hasta 115

## Difusión
El R312 fue extremadamente popular en Francia, con más de 4000 unidades producidas durante aproximadamente 10 años. Un gran número de estos vehículos circuló en la capital, París, hasta 2010, cuando finalmente fueron reemplazados por el moderno Irisbus Citelis.
En Italia, la versión original nunca se importó nueva, en parte debido a las estrictas restricciones de financiación de Federtrasporti (que no cumplía); algunos vehículos se compraron de segunda mano a empresas más pequeñas, como Bersezio & Meineri de Cuneo. Sin embargo, a principios de la década de 1990, De Simon de Osoppo utilizó el chasis del R312 para construir varios modelos Starbus UL 55, que circularon en Verona, Como y Brescia.